# لودويغ فيشر
لودويغ فيشر (بالألمانية: Ludwig Fischer)‏ هو مهندس ألماني، ولد في 17 ديسمبر 1915 في اشتراوبينغ في ألمانيا، وتوفي في 8 مارس 1991 في بافاريا في ألمانيا.